# Kluczkowice-Osiedle
Kluczkowice-Osiedle – wieś w Polsce położona w województwie lubelskim, w powiecie opolskim, w gminie Opole Lubelskie.
W latach 1975–1998 wieś należała administracyjnie do województwa lubelskiego.
Wieś stanowi sołectwo w gminie Opole Lubelskie. Według Narodowego Spisu Powszechnego z roku 2011 wieś liczyła 300 mieszkańców.
Osiedle powstało na miejscu dawnego folwarku rodziny Kleniewskich. Z folwarku pozostały dwa budynki gospodarcze i pałac zbudowany w pierwszej połowie XIX wieku. Jan Kleniewski gościł w Kluczkowicach Romana Dmowskiego.
W 1946 w pałacu utworzono szkołę rolniczą, przekształconą następnie w Zespół Szkół Ogrodniczych. Obecnie w pałacu mieści się Technikum Ogrodnicze przy Zespole Szkół Zawodowych im. Stanisława Konarskiego w Opolu Lubelskim i Muzeum Regionalne. Muzeum ma cztery oddziały: prehistoryczny, historyczny i historii kolejki wąskotorowej, etnograficzny i oświatowy. W pokoju nauczycielskim zachował się wystrój w stylu zakopiańskim zaprojektowany przez Stanisława Witkiewicza.
Przy pałacu znajduje się stary park angielski i kilka drzew – pomników przyrody.
Obok osady stawy rybne (obecnie nieużywane), nad największym z nich znajduje się ośrodek wypoczynkowy i plaża. Na terenie wsi znajduje się zakład przetwórstwa owocowo-warzywnego.